# Mary Taylor
Mary Taylor (Birstall, 26 februari 1817 – 1 maart 1893) was een Engels schrijfster en feministe.

## Levensloop
Taylor werd geboren als dochter van een textielfabrikant in een gezin met zes kinderen. Hoewel het gezin niet welgesteld was, ging Taylor, samen met een jongere zus, naar Roe Head School, een kostschool in Mirfield. Hier ontmoette ze Charlotte Brontë met wie ze een innige en levenslange vriendschap ontwikkelde.

### Emigratie naar Nieuw-Zeeland
Taylor bracht enkele jaren door in België en Duitsland, waar ze les gaf en Frans, muziek en Duits studeerde. Op 18 maart 1845 emigreerde ze naar Nieuw-Zeeland. Ze voer met het schip de Louisa Campbell en kwam op 24 juli 1845 aan in Wellington waar ze in eerste instantie pianolessen gaf. Ze begon er een kledingwinkel, samen met haar nicht Ellen die ook naar Nieuw-Zeeland was geëmigreerd. Ook schreef ze er meerdere verhalen die echter nooit gepubliceerd werden en vermoedelijk het boek Miss Miles, or a Tale of Yorkshire Life 60 Years Ago, dat ze veertig jaar later in eigen beheer uitgaf. Ze was toen 73.

### Succes als schrijver
In 1860 remigreerde ze naar Yorkshire. Tussen 1865 en 1870 publiceerde Taylor een reeks artikelen in het Victoria Magazine, waaruit haar feministische overtuigingen duidelijk naar voren komen. Deze overtuigingen, die zij al van jongs af aan had, bestonden onder andere uit het idee dat vrouwen hun eigen inkomen moesten verdienen en dat het trouwen voor geld vernederend was. Daarnaast bestreed ze het idee dat vrouwen verplicht waren om zich op te offeren voor anderen.

### Reizen
Taylor bezocht verschillende landen en was een fervent beklimmer van de Alpen.